# جنیفر آلین
جنیفر آلین (انگلیسی: Jennifer Alleyn؛ زادهٔ ۷ مهٔ ۱۹۶۹) کارگردان فیلم، و فیلم‌نامه‌نویس اهل کانادا است.